# 艾肯泉

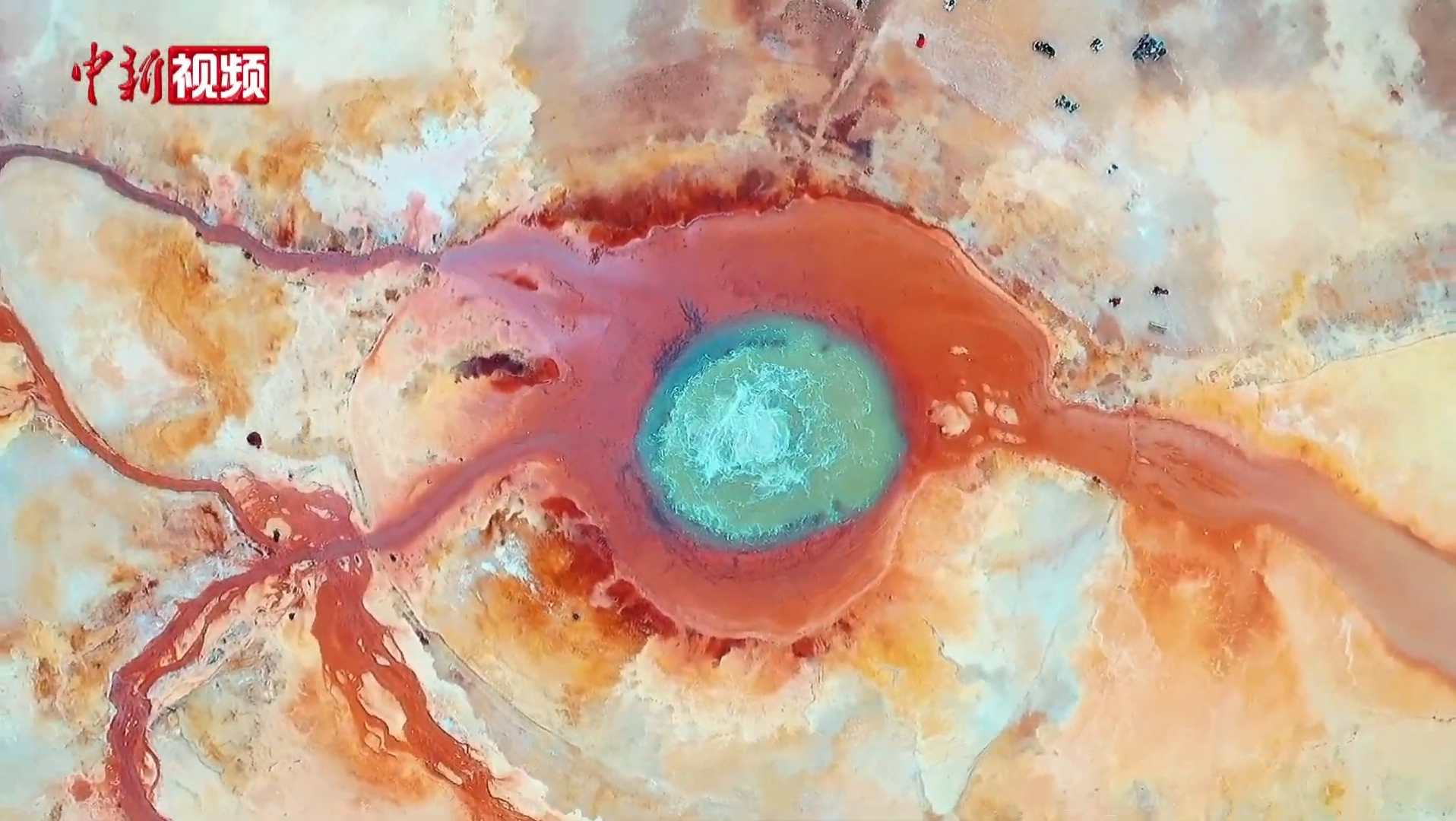
艾肯泉航拍图

艾肯泉，位于中国青海省海西蒙古族藏族自治州茫崖市花土沟镇莫合尔布鲁克村。从空中俯视，泉眼与周围土地上深红色环带状的沉淀物，共同组成了一个瞳孔造型，因此也被称为“大地之眼”或“恶魔之眼”。有专家认为，艾肯泉的形成可能与深大断裂、含水层发生倾斜有关，具体成因还有待考察。
对其最早的记载见俄国探险家旅行家普尔热瓦尔斯基所著《走向罗布泊》，书中记录了包含艾肯泉在内的其于1883年至1885年在青海和新疆穿越探险的历程。